# Кармаскалы (Кармаскалинский район)
Кармаскалы́ (баш. Ҡырмыҫҡалы) — село, административный центр Кармаскалинского района и Кармаскалинского сельсовета Республики Башкортостан.

## Географическое положение
Село расположено на слиянии двух рек - Сатра и Карламан. 
Находится в 39 км к югу от Уфы.

## История
Село основано мишарями в 1758 году.
Деревня росла за счёт новых припусков мишарей. С 1930 г. — районный центр Кармаскалинского района.
В 1920 г. проживало 3767 человек. Со второй половины XIX в. здесь было 3 мечети и столько же школ. В 2002 г. была 1 мечеть.

## Население
| 1939 | 1959  | 1970  | 1979  | 1989  | 2002  | 2009  | 2010  | 2021    |
| ---- | ----- | ----- | ----- | ----- | ----- | ----- | ----- | ------- |
| 3531 | ↘2944 | ↗3662 | ↗4712 | ↗5728 | ↗7843 | ↗9104 | ↘8540 | ↗11 076 |

До 2020 года абсолютное большинство населения составляли татары.
Согласно переписи 2020 года, преобладающие национальности — башкиры (52,9 %), татары (31 %), русские (10 %).

## Экономика
ПО «Кармаскалинский Хлебокомбинат»

## Радио
- 66,68 МГц — Радио Юлдаш Плюс (Уфа)
- 68,14 МГц — Радио России (Уфа)
- 69,68 МГц — Радио Первый канал (Уфа)
- 71,3 МГц — Радио Дача (Уфа)
- 90,6 МГц — Детское радио (Уфа)
- 91,1 МГц — Эхо Москвы (Уфа)
- 91,5 МГц — DFM (Уфа)
- 101,6 МГц — Радио Первый канал (Уфа)
- 102,1 МГц — Вести FM (Уфа)
- 103 МГц — Радио Роксана (Уфа)
- 103,5 МГц — Comedy radio (Уфа)
- 104 МГц — Ретро FM (Уфа)
- 104,5 МГц — Русское радио (Уфа)
- 105 МГц — Радио Дача (Уфа)
- 106 МГц — Европа Плюс (Уфа)
- 106,5 МГц — Авторадио (Уфа)
- 107 МГц — Спутник FM (Уфа)
- 107,5 МГц — Бизнес FM (Уфа)
- 107,9 МГц — Дорожное радио (Уфа)

## Религия
Мечети:
- Мечеть "Аль-Мусхин"

## Известные уроженцы
- Мухамедьяров, Альфред Муллагалиевич (род. 23 января 1935) — экономист, член-корреспондент АН РБ (1995), доктор экономических наук (1984), профессор (1985), заслуженный деятель науки РБ (1997).